# Cruz de Honor al Valor
La Cruz de Honor al Valor (o ‘a la Valentía’; en alemán: Ehrenkreuz der Bundeswehr für Tapferkeit) es la máxima condecoración militar concedida por las Fuerzas Armadas de Alemania (Bundeswehr). Establecida en 2008, la medalla, que reemplaza la Cruz de Hierro después de más de seis décadas sin una condecoración similar, ha sido concedida hasta la fecha a 29 militares, todos por misiones en Afganistán como parte de la ISAF. Forma parte de las Condecoraciones de Honor, actualmente las únicas vigentes en la Bundeswehr, que se conceden en su forma más genérica desde 1980. La Cruz de Honor al Valor se concede estrictamente por el máximo nivel de valentía mostrada en combate.

## Historia y diseño
En 1980, se establecieron las condecoraciones modernas de la Bundeswehr, reconociendo el servicio ejemplar, el servicio meritorio y la excelencia. Se dividían en dos tipos: uno para militares con más de siete meses de servicio, en forma de medalla redonda, y el otro para militares de más de 5 años de servicio, en forma de una cruz patada, basada en la misma medalla de tamaño reducido con los brazos que forman la cruz (con lo que guardan relación tanto en forma como en nombre con las antiguas condecoraciones de Honor de Prusia). En 2008, siendo Alemania un país unificado que participa en operaciones militares combativas (hasta la fecha todas en misiones de la ONU), la distinción en forma de cruz se dividió en tres niveles, diferenciados por sus colores: bronce, plata y oro. Cada una de ellas puede concederse por reconocimiento al servicio ejemplar (como las distinciones originales) —tras 5, 10 o 20 años de servicio activo respectivamente—, aunque las últimas dos (plata y oro) se conceden además por acciones de especial valor o en condiciones de peligro, también si no se hayan cumplido los años de servicio estipulados (en este caso, están bordeadas de rojo). Las distinciones en forma de cruz han recibido el nombre de Cruz de Honor (Ehrenkreuz der Bundeswehr).
En la década de 2000, tras conocerse las acciones de algunos militares en las misiones alemanas en el extranjero (desde 1999), apareció en el debate público un reclamo por reconocer el heroísmo individual por medio de una medalla especial, al igual que en otras fuerzas armadas; incluso se llegó a reclamar la restauración de la Cruz de Hierro (particularmente entre los nostálgicos). El Gobierno alemán había intentado en las décadas posteriores a la Segunda Guerra Mundial evitar la concesión de medallas con este significado, pero en 2007 este reclamo apareció también entre las filas de la Bundeswehr, en particular a partir de una interpelación al Bundestag realizada por un alférez de la Fuerza Aérea alemana para volver a conceder la Cruz de Hierro. Aquello desencadenó un debate político entre partidarios y detractores (más predominantes).
El resultado fue una decisión en contra de la reintroducción de la Cruz de Hierro como condecoración (sigue formando el símbolo de la Bundeswehr y la Luftwaffe, aunque con un diseño y color modernizados), pero sí en pro de una distinción concedida solo por acciones heroicas (es decir, que no se puede conceder por años de servicio, por más ejemplar que sea). Esta condecoración, considerada la máxima, sigue siendo parte de la serie de condecoraciones vigentes (la quinta de un total de cinco, o séptima si se considera a las cruces de bordura roja una categoría propia); siendo una Cruz de Honor, responde en parte al deseo manifestado por los promotores de la iniciativa, que tenga una forma que recuerde la Cruz de Hierro.
La Cruz de Honor al Valor tiene la misma forma y color que la cruz dorada (máximo nivel anterior a su introducción), con una diferencia: es la única que recibe un añadido en la banda de decorado, siendo una imagen tejida de color dorado oscuro en forma de ramas de hojas de roble horizontales, juntadas en el centro. Este mismo distintivo aparece tanto en la banda decorativa de la medalla como en el gafete (sustituyendo la pequeña cruz patada en los gafetes de los demás niveles de la Cruz de Honor). Tanto la banda decorativa (de donde se cuelga la medalla) como el gafete comparten los colores de la bandera de Alemania distribuidos simétricamente.

## Legislación y protocolo
Tanto la Cruz de Honor al Valor como las cruces con marco rojo fueron aprobadas en la séptima versión del Decreto sobre la Revisión del Decreto sobre la Concesión de la Condecoración de Honor de las Fuerzas Armadas Alemanas, del 13 de agosto de 2008, donde su concesión se define como «por hechos excepcionalmente valerosos». A diferencia de las demás Cruces de Honor, no puede concederse meramente «por el cumplimiento leal del deber y logros superiores a la media» tras un determinado período de servicio y despliegue. Según los procedimientos aplicables, para que un acto sea condecorado con la Cruz de Honor al Valor, «debe superarse claramente la medida normal de valor básico». La persona condecorada debe haber demostrado «un comportamiento valeroso, consciente de haber vencido el miedo ante un peligro extraordinario para la vida y la integridad física, con firmeza y tenacidad para el cumplimiento éticamente fundado de la misión militar».
La propuesta de condecoración solo puede ser presentada por los superiores directos del militar inmediatamente después del acto de valor, y sin importar su grado militar, cargo, función o tiempo en el servicio. La nominación debe ir acompañada de una exposición de motivos por escrito, en la que se tienen en cuenta los criterios anteriores y se valora la condición superior a otras condecoraciones honoríficas de la Bundeswehr. Puede además hacer hincapié en funciones de liderazgo durante el acto valorado (si estuviera al mando de una unidad) o en una acción «independiente, decidida y exitosa en una situación incierta».
En todo caso, tras ser presentada la recomendación por el superior directo, esta debe recibir el visto bueno de los superiores jerárquicos de la unidad (a nivel de batallón, división, etc.), quienes están obligados a pronunciarse al respecto dentro de un período de tiempo concreto. Por regla general, el oficial que tenga el mando superior de las tropas a las que pertenece el receptor de la medalla, es quien entrega la condecoración. Sin embargo, en las relativas pocas veces que se ha concedido, su entrega se ha convertido en un acto político y de un nivel más alto en la jerarquía militar; la excanciller alemana Angela Merkel ofició la celebración de la entrega de las primeras medallas.
Desde la introducción de la Cruz de Honor al Valor, ya no se concede la medalla de la Orden del Mérito de la República Federal de Alemania por acciones militares excepcionalmente valerosos.

## Concesiones
Las primeras condecoraciones fueron entregadas por Angela Merkel el 6 de julio de 2009, tras ser aprobadas por el entonces ministro de Defensa Franz Josef Jung (CDU), la figura política más involucrada en la concepción y promoción de la medalla. La primera persona condecorada fue el sargento mayor Henry Lukacs, quien tras un ataque suicida talibán el 20 de octubre de 2008, prestó primeros auxilios a heridos bajo intenso fuego cruzado al que estaba expuesto. Casi todas las demás medallas concedidas hasta la fecha se entregaron en 2010-2011, incluidas dos a título póstumo. Para finales de 2011, la Cruz de Honor al Valor se había otorgado un total de 25 veces, todas en reconocimiento a acciones heroicas cometidas en el Hindú Kush afgano. Las últimas tres concesiones tuvieron lugar solo tres años después, en marzo de 2014, siendo la ministra de Defensa Ursula von der Leyen. Sus receptores eran miembros del KSK que habían combatido en Kunduz en una misión definida como «de muy alto riesgo», uno de ellos habiendo perdido la vida en ella.
El militar de mayor rango en recibir la Cruz de Honor al Valor es Jared Sembritzki, actualmente general de brigada, siendo teniente coronel en el momento de los hechos. Recibió la medalla el 6 de septiembre de 2011 de la mano del entonces ministro de Defensa Thomas de Maizière, por «el valor, el liderazgo, la decisión y la dedicación desinteresada» que demostró durante una dura batalla defendiendo un puesto avanzado de las tropas de la ISAF cerca de Shahabuddin, mientras estaba al mando de la Fuerza de Reacción Rápida, (QRF-5).

## Situación actual
Von de Leyen, sin embargo, formaba parte de un grupo de políticos cada vez más críticos con la condecoración por sus connotaciones históricas militaristas. Según publicaciones, la ministra «no veía con buenos ojos el cultivo excesivo de la tradición en las fuerzas armadas». Las recomendaciones de la Bundeswehr para la concesión de esta distinción por acciones heroicas cometidas en Mali no fueron ratificadas por el Ministerio de Defensa, aunque algunas se vieron recompensadas con otras de las Cruces de Honor. En 2018, un debate parlamentario sobre la Wehrmacht y el reconocimiento de condecoraciones expedidas en la Segunda Guerra Mundial, dejó patente en el llamado Decreto sobre la Tradición la voluntad de mantener distancia del pasado.
El Gobierno socialista de Olaf Scholz también se ha mostrado crítico con la concesión de la distinción máxima, e incluso con su nombre; en campañas publicitarias para la Bundeswehr se ha intentado poner más énfasis en cualidades no directamente relacionados con la violencia, por lo que no incluían méritos como la valentía. Según algunos analistas, es posible que la Cruz de Honor al Valor, aún siendo vigente, no vuelva a concederse en un futuro. Si bien las otras condecoraciones por valentía, es decir, las Cruces de Honor bordeadas de rojo, sí han sido concedidas en los últimos años, y, debido a conflictos actuales como guerra de Ucrania, los conceptos de heroísmo y valor han vuelto en cierta medida al debate público.